# Feral (cómic)
Feral (María Callasantos), — Feroz en España— , es un personaje ficticio que aparece en los cómics estadounidenses publicados por Marvel Comics. Ella ha sido a la vez una superheroína y una supervillana y está más reconocidamente asociada como miembro de Fuerza-X. Feral es la hermana de Thornn. Es una mutante, nacida con atributos y características felinas.

## Historial de publicaciones
Fue creada por Fabian Nicieza y Rob Liefeld. Apareció por primera vez en The New Mutants vol. 1 #99 (1991).

## Biografía ficticia

### Origen
La familia Callasantos, fue una familia de origen puertorriqueño del barrio del Bronx en Nueva York. Maria era la segunda de 4 hermanos: Lucía, Mateo y Carolina. Al morir su padre, su madre, Marcella se casó con un hombre vicioso y vano, Harry Bellinger quien maltrató a la familia e indujo a Marcella en el mundo del alcohol y las drogas. La pequeña María adoraba a su padre, y creía inocentemente que el nacimiento de sus dos hermanos pequeños (Carolina y Mateo), había provocado su partida y el cambio radical de su madre. Por esta razón María sentía un profundo rencor hacia sus hermanos. La única ilusión de la pequeña María eran unos palomas que la niña cuidaba en la azotea de su casa. Conforme las agresiones de Harry y de su propia madre aumentaron, María provocó dos accidentes que causaron la muerte de sus hermanos pequeños. Mateo cayó por la azotea y Carolina cayó por las escaleras. Lo peor vino cuando Harry comenzó a abusar sexualmente de Lucía. En represalia, considerándolas culpables de provocar las agresiones y violencia de Harry, la madre de las jóvenes exterminó a las palomas de María. María y Lucía manifestaron por primera vez sus poderes mutantes felinos durante un ataque sexual de Harry a Lucía. En defensa de su hermana, María mató a Harry. Una María completamente descontrolada (en parte por la ira, y en parte por su naturaleza mutante salvaje) también mató a su propia madre. María y Lucía huyeron despavoridas. La policía de Nueva York comenzó a investigar el terrible asesinato de la familia Callasantos, pero no había rastro de María y Lucía.

### Morlocks
María y Lucía se refugiaron en las alcantarillas de Nueva York, hogar de la comunidad de parias mutantes conocidos como los Morlocks. Su entonces líder, el malvado mutante metamorfo Masque, las admitió en el grupo, rebautizándolas como Feral Y Thornn respectivamente. La intención de Masque era convertir a los Morlocks en un ejército desquiciado y conquistar el mundo de la superficie. Muchos Morlocks se negaron a seguir la locura de Masque, entre ellos Feral, quien huyó buscando la ayuda de los X-Men. Los X-Men estaban ausentes, y en su lugar, Feral encontró a los Nuevos Mutantes, dirigidos por Cable. Su llegada coincidió con la de Shatterstar, un guerrero de otra dimensión, que también buscaba a los X-Men. La confusión hizo que Cable y su grupo combatieran a los intrusos, pero tras aclarar el malentendido, los invitaron a unirse al grupo. Masque invadió el cuartel de los Nuevos Mutantes intentando recuperar a Feral, mas fue derrotado. Ya con Feral en sus filas, Cable convirtió a los Nuevos Mutantes en Fuerza-X.

### Fuerza-X
Como miembro de Fuerza-X, Feral fue entrenada personalmente por Cable, demostrando ser un elemento muy útil por sus instintos animales y sentidos aumentados. Pero al mismo tiempo, resultó ser muy peligrosa, por sus instintos animales salvajes incontrolables. En su primera misión contra el Frente de Liberación Mutante casi mata al villano Wildside, y en un ejercicio de entrenamiento casi mata a su compañero de equipo, Bala de Cañón, lo que le hizo ganar cierta desconfianza de parte de sus compañeros. Feral también ayudó a combatir al supervillano Juggernaut en su atentado terrorista a las hoy desaparecidas Torres Gemelas de Nueva York, al lado de Spider-Man.
Poco después, Masque hizo un pacto con el Sapo y su nueva Hermandad de mutantes diabólicos para destruir a Fuerza-X. Masque y Thornn, la hermana de Feral, invadieron junto a la Hermandad, los cuarteles de Fuerza-X. La Hermandad fue derrotada, y aparentemente Masque murió a manos de Shatterstar.
Más adelante, Cable fue acusado de un intento de asesinato contra el Profesor X. El responsable en realidad fue Stryfe, el clon de Cable, pero mientras todo se aclaraba, los X-Men y X-Factor atacaron a Fuerza-X. Feral fue derrotada primero por Wolfsbane y luego por Wolverine. Durante unas semanas, Fuerza-X fue retenida en la Mansión X.

### Frente de Liberación Mutante
Tiempo después, Fuerza-X combatió de nuevo al Frente de Liberación Mutante, ahora dirigido por Reingfire. Reingfire convenció a Feral de unirse a sus filas. Feral consideró aburrida su estancia en Fuerza-X, y sedienta de sangre, abandonó a sus compañeros y se alió con el F.L.M. Este errático comportamiento de Feral se debió a que fue contagiada con el Virus Legado, que provoca, entre otros síntomas, un descontrol sobre los poderes del mutante infectado. Durante este tiempo, Feral fue vigilada por Danielle Moonstar, quien estaba infiltrada en el F.L.M. Feral combatió a sus excompañeros de Fuerza-X y al superequipo chino China Force.
Poco después, la policía de Nueva York localizó a Feral y comenzó a perseguirla como una de las responsables de la masacre de su familia, los Callasantos. Thornn, la hermana de Feral, aceptó colaborar con la policía y con Fuerza-X para capturar a Feral atormentada por los remordimientos. Fuerza-X combatió a una Feral cada vez más incontrolable, que finalmente fue sometida y llevada a prisión junto con Thornn por los crímenes contra su familia.

### Nuevos Hellions
Tiempo después, Feral logró escapar de prisión. Ella descubrió entonces que estaba infectada por el Virus Legado (lo que explicaba porque sus arrebatos de violencia impredecibles). Feral aceptó unirse a un grupo de mutantes que siguieron al mutante Exodus y partieron con él en busca del científico evolucionista conocido como el Alto Evolucionario. Aparentemente el podía ayudarles a contrarrestar al virus. Pero este grupo no encontró esperanza alguna y fue derrotado por Quicksilver, protector de la Montaña Wundagore del Alto Evolucionario.
Poco después, Feral fue reclutada en los Nuevos Hellions de King Bedlam. En un atentado contra la Costa Oeste de los Estados Unidos, los Nuevos Hellions combatieron a Fuerza-X. En ese combate, Feral sufrió otro ataque de rabia incontrolable y atacó a Siryn, cortándole la garganta y despojándola de sus poderes mutantes.

### X-Corporation
Tiempo después, el Virus Legado fue erradicado. Feral quedó curada del mal, y esto la hizo recapacitar y reformar su vida, ya libre de los efectos del virus. Feral se reunió con su hermana Thornn y juntas se unieron a la X-Corporation (una especie de embajadas mutantes creadas alrededor del mundo por el Profesor X), en su sucursal de Mumbai, India, junto a Warpath y Fuego Solar.
La X-Corporation de Mumbai, ayudó a salvar la vida del Profesor X y Jean Grey de un atentado de parte de la Emperatriz Lilandra de los Shi'Ar, que creía que Xavier aun era poseído por Cassandra Nova. Eventualmente, ayudaron a Jean Grey y Wolverine a encontrar a la joven mutante afgana Dust.

### Muerte
Feral y Thornn fueron parte de los millones de mutantes que perdieron sus poderes en el llamado Día-M (cuando la Bruja Escarlata causó la casi extinción de la raza mutante). Ambas fueron vistas huyendo entre la multitud luego del atentado terrorista contra la X-Corporation de Nueva York.
Tiempo después, Feral y Thornn reaparecieron de nuevo en su forma felina, lo que hizo pensar que habían recuperado sus poderes. Esto lo lograron gracias al proyecto Arma X de Canadá y a su líder, el misterioso mutante Romulus. Romulus reveló que Feral y su hermana, así como Wolverine y otros mutantes, descendían de un linaje humano conocido como "Lupinos". Feral y Thornn hicieron equipo con otros Lupinos (Wolfsbane y Sasquatch), para ayudar a Wolverine a capturar a Sabretooth. En medio de la misión, Feral se unió a Wolverine y fueron interceptados por Sabretooth. Los intentos de Feral de defenderse fueron inútiles, ya que el proyecto Arma X la engaño, y solo restauró su apariencia felina, mas no sus poderes. Feral fue brutalmente asesinada por Sabetooth. Curiosamente, Feral murió a manos de un mutante salvaje en estado incontrolable, tal como ella misma había matado a su propia familia y herido a otros tantos en el pasado.

### Regreso
Tiempo después, Feral fue resucitada en estado de zombi por la hechicera mutante Selene, la Reina Negra, y se unió al ejército de zombis que invadieron la isla de Utopía, hogar de los X-Men. Feral fue derrotada por X-23. Cuando Selene fue derrotada, Feral regresó a la tumba.
Recientemente Feral reapareció. Feral informó que ha regresado a la Tierra como una "correa de sujeción" en el mundo de la vida de varios dioses caninos y felinos que están interesados en el bebé de Wolfsbane. Estos dioses son dirigidos por el Príncipe Lobo Hrimhari de Asgaard. Feral apareció como un fantasma atacando a Wolfsbane y Shatterstar afuera de una iglesia en Nueva York. Feral no recordaba nada acerca de su muerte, hasta que Wolfsbane se lo recordó. Su intención era asesinar al bebé nonato de Wolfsbane por órdenes de Hrimhari (padre del bebé). Wolfsbane y el resto de X-Factor la convencieron de cesar en sus planes a cambio de ayudarla a volver a la vida. Desde entonces Feral ha aparecido deambulando como fantasma por los cuarteles de la Agencia de investigadores X-Factor, en espera de encontrar la forma de volver a la vida. Hasta ahora se desconoce su situación futura.

## Poderes y habilidades
Hasta antes de perder sus poderes en el Día-M, Feral era una mutante con capacidades, atributos y características felinas. Su cuerpo entero estaba cubierto de un pelambre color anaranjado y blanco, poseía ojos amarillos, orejas puntiagudas y cola prensil, además de garras y colmillos afilados y sentidos animales (vista, oído y olfato desarrollados). Además, Feral era una extraordinaria combatiente mano a mano entrenada por el mismísimo Cable.

## Otra versiones

### Era de Apocalipsis
Feral aparece como parte de los Morlocks.

### Ultimate Feral
Feral aparece como parte del Frente de Liberación Mutante.

### Dinastía de M
Feral aparece como miembro de la Hermandad de mutantes diabólicos.

## En otros medios

### Televisión
- Feral ha sido uno de los personajes invitados en las series animadas de televisión X-Men y Wolverine and the X-Men. Solo ha realizado algunos cameos.

### Cine
En el la película X-Men 2, su nombre aparece en una lista de nombres de Mystique.